# Sotkronad dvärgtyrann
Sotkronad dvärgtyrann (Phyllomyias griseiceps) är en fågel i familjen tyranner inom ordningen tättingar.

## Utseende och läte
Sotkronad dvärgtyrann är en liten tyrann med tydligt mörk hjässa. Ovansidan är grönbrun, undersidan lkjusfil med vitare strupe. Vingarna är färglösa utan tydliga vingband. Ovan ögat syns ett smalt vitt streck. Sången beskrivs som ett skrockande "whip, whip, widdy-dip-dip".

## Utbredning och systematik
Fågeln förekommer från östra Panama till Colombia, Ecuador, Guyana, östra Peru och norra Brasilien. Den behandlas antingen som monotypisk eller delas in i fyra underarter med följande utbredning:
- Phyllomyias griseiceps griseiceps – västra Ecuador (Esmeraldas söderut till El Oro och västra Loja)
- Phyllomyias griseiceps cristatus – östra Panama (Darién) och nordvästra Colombia (nordvästra Chocó); även fläckvis i norra Colombia (Santa Marta söderut till övre Magdalenadalen) österut till norra Venezuela (Zulia och norra Táchira till Sucre och Monagas)
- Phyllomyias griseiceps caucae – västcentrala Colombia (övre Caucadalen)
- Phyllomyias griseiceps pallidiceps – sydöstra Venezuela, Guyana, Surinam samt lokalt i norra Brasilien; även östra Ecuador söderut till södra Peru

## Status
Arten har ett stort utbredningsområde och beståndet anses stabilt. Internationella naturvårdsunionen IUCN listar den därför som livskraftig (LC).